# Popivți, Volociîsk
Popivți (în ucraineană Попівці) este localitatea de reședință a comunei Popivți din raionul Volociîsk, regiunea Hmelnîțkîi, Ucraina.

## Demografie
Componența lingvistică a localității Popivți
     Ucraineană (99,61%)
     Alte limbi (0,39%)
Conform recensământului din 2001, majoritatea populației localității Popivți era vorbitoare de ucraineană (99,61%), existând în minoritate și vorbitori de alte limbi.